# Czigány Judit (énekes, 1991)
Czigány Judit (Lajosmizse, 1991. augusztus 13.) magyar énekesnő, zeneszerző. A TV2 Sztárban sztár leszek! című tehetségkutató műsorában is szerepelt.

## Életpályája
Zenei tanulmányait a Kecskeméti Kodály Zoltán Ének-zenei Általános Iskola, Gimnázium, Szakgimnázium és Alapfokú Művészeti Iskolában végezte. Ezután a tanulmányait az Operett színház által működtetett Pesti Broadway Stúdióban folytatta.
Tanulmányai alatt szerepeket játszott a Budapesti Operettszínház a "Kaukázusi Krétakör" című zenés színműjében mint "Zsaroló", "Ghost" című musicaljében mint "Louise" és az "Elfújta a szél Archiválva 2021. január 25-i dátummal a Wayback Machine-ben" című musicaljében mint "Prissy". Tanulmányai után folytatta munkásságát a Budapesti Operettszínház keretein belül. 
A Budapesti Operettszínházban eljátszott szerepei:
2013 – Erdei Kalamajka mesemusical, "Az erdő boszorkánya" szerepében.
2013 – Elfújta a szél musical, "Prissy" szerepében.
2013 – Parasztopera operett, "Tündérke" szerepében.
2013 – Elisabeth operett, "Windisch kisasszony" szerepében.
2013 – Tavaszébredés musical, "Anna" szerepében.
Ezután 2014-ben a Recirquel újcirkusz társulat "Meztelen Bohóc" című darabjában debütált a Művészetek Palotájában énekes színészként. Majd szerepet kapott a társulat többi darabjában is "Cirkusz az Éjszakában", "Párizsi Éjjel". A társulattal a világ számos színpadán több száz alkalommal felléptek.

## Zenei közreműködések
| Év   | Dal                                             | Közreműködés   |
| ---- | ----------------------------------------------- | -------------- |
| 2014 | Király Linda – Everything                       | tánc/vokalista |
| 2014 | BLAISE km. DIAZ – NoLimit                       | vokalista      |
| 2014 | Nauro City – Realize                            | énekes         |
| 2018 | Dark Rouge Park – New Life                      | énekes         |
| 2025 | Continoom X Czigány Judit - Napolaj (UFO cover) | énekes         |